# Сълпово
Сълпово (на гръцки: Άρδασσα, Ардаса, до 1927 година Σούλποβο, Сулпово, катаревуса Σούλποβον, Сулповон,на турски: Sulpa, Сулпа) е село в Егейска Македония, Република Гърция, в дем Еордея на област Западна Македония.

## География
Селото е разположено на 641 m надморска височина, на 5 km югозападно от Кайляри (Птолемаида) и на 7 km югоизточно от Емборе, в северната част на котловината Саръгьол. Между Сълпово и Радунища (Криовриси) е разположен Сълповският манастир „Свети Козма Етолийски“.

## История

### В Османската империя
В края на XIX век Сълпово е смесено село в Османската империя. В „Етнография на вилаетите Адрианопол, Монастир и Салоника“, издадена в Константинопол в 1878 година и отразяваща статистиката на населението от 1873 година, Сълпово (Slpovo) е посочено като село с 90 домакинства и 70 жители мюсюлмани и 260 българи. Според статистиката на Васил Кънчов („Македония. Етнография и статистика“) в 1900 година Сълпово има 160 жители българи християни и 650 турци.
На Етнографската карта на Битолския вилает на Картографския институт в София от 1901 година Селиево (Сълпово) е смесено село българи, гърци, власи и турци в Кайлярската каза на Серфидженския санджак със 150 къщи.
Според статистика на Серфидженския санджак на гръцкото консулство в Еласона от 1904 година в Сърпово (Σίρποβο), Кайлярска каза, живеят 100 гърци и 650 турци.
В 1902 година християнското население на селото преминава под върховенството на Българската екзархия, но след два месеца под натиска на гръцките чети се отказва от нея и се връща към Патриаршията. По данни на секретаря на екзархията Димитър Мишев („La Macédoine et sa Population Chrétienne“) християните в селото са цигани – 180 души.

### В Гърция
Цялото население на Сълпово – и мюсюлманско и християнско се изселва още по време на Балканската война, когато в селото влизат гръцки части - християните емигрират в България, а мюсюлманите в Турция. След Междусъюзническата война в 1913 година селото остава в Гърция. Боривое Милоевич пише в 1921 година („Южна Македония“), че Сълпово (Слпово) има 180 къщи турци и 20 къщи цигани мохамедани. В 1924 година след гръцката катастрофа в Гръцко-турската война в Сълпово са заселени понтийски гърци бежанци от Мала Азия. В 1927 година селото е прекръстено на Ардаса. В 1928 година селото е изцяло бежанско с 212 семейства и 910 жители.
В документ на гръцките училищни власти от 1 декември 1941 година се посочва, че в Сълпово живеят 300 чисто бежански семейства от Понт.
Традиционно населението се занимава с отглеждане предимно на жито и тютюн и се занимава и със скотовъдство.
| Име                 | Име        | Ново име   | Ново име  | Описание                             |
| ------------------- | ---------- | ---------- | --------- | ------------------------------------ |
| Демелик или Дерелик | Ντερελίκ   | Химарос    | Χείμαρρος | местност на ЮИ от Сълпово            |
| Кунов               | Κουνώφ     | Ватулома   | Βαθούλωμα |                                      |
| Скърка              | Σκίρκα     | Спилия     | Σπηλιά    | връх в Мурик на Ю от Сълпово (846 m) |
| Карасанова          | Καρασανόβα | Исомата    | Ίσώματα   | местност в Мурик на ЮЮЗ от Сълпово   |
| Паймаклик           | Παϊμακλίκ  | Плая       | Πλαγιά    | местност в Мурик на Ю от Сълпово     |
| Куру                | Κουρού     | Ксиротопос | Ξηρότοπος | местност на Ю от Сълпово             |

| Година    | 1913 | 1920 | 1928 | 1940 | 1951 | 1961 | 1971 | 1981 | 1991 | 2001 | 2011 | 2021 |
| --------- | ---- | ---- | ---- | ---- | ---- | ---- | ---- | ---- | ---- | ---- | ---- | ---- |
| Население | 929  | 1000 | 973  | 1382 | 1271 | 1225 | 997  | 1036 | 997  | 952  | 874  | 749  |